# 库蒂耶纳
库蒂耶纳（Kutiyana），是印度古吉拉特邦Porbandar县的一个城镇。总人口17108（2001年）。

## 人口
该地2001年总人口17108人，其中男性8772人，女性8336人；0—6岁人口2239人，其中男1169人，女1070人；识字率62.51%，其中男性为71.08%，女性为53.50%。